# Sphaerodactylus nigropunctatus
Sphaerodactylus nigropunctatus es una especie de geco del género Sphaerodactylus, familia Sphaerodactylidae, orden Squamata. Fue descrita científicamente por Gray en 1845.

## Descripción
La longitud hocico-respiradero en machos y hembras es de 40 milímetros.

## Distribución
Se distribuye por Bahamas y Cuba.